# Ludwig Edinger (Oberleutnant)
Ludwig Edinger (* 7. Januar 1917 in Hinzweiler; † 27. März 2000 in Kassel) war ein deutscher Berufssoldat der Wehrmacht und Kampfkommandant in Apolda, der am Ende des Zweiten Weltkriegs die kampflose Übergabe der Stadt anordnete.

## Erste Lebensphase
Edinger besuchte nach der Volksschule das Gymnasium, auf dem er 1937 das Abitur ablegte. In seiner Freizeit betätigte er sich seit dem 7. Januar 1935 in der Ev. Pfadfinderjugend, die der Hitlerjugend angegliedert war. Er trat der NSDAP bei (Mitgliedsnummer 3.263.998).
Mit dem 8. November 1937 wurde er Berufssoldat. Nach seiner Grundausbildung und dem Besuch einer Militärschule wurde er am 1. August 1939 zum Unteroffizier befördert. Vier Monate danach war er schon Feldwebel. Am 1. April 1940 wurde er mit der Beförderung zum Leutnant in den Offiziersrang erhoben. Genau zwei Jahre später erhielt er den Dienstgrad Oberleutnant als seinen höchsten Dienstgrad bei der Wehrmacht. Mehrere Verwundungen während des Krieges führten dazu, dass er mit dem Verwundetenabzeichen in Schwarz und in Silber dekoriert wurde. Weitere Auszeichnungen waren das Schutzwall-Ehrenzeichen, 1942 das Eiserne Kreuz (EK) II. Klasse und im März 1945 das EK I. Seine Einsatzgebiete waren:
- 1943–1944 in Frankreich
- 1944 in Belgien und Holland
- 1944–1945 in der Slowakei

## Übergabe von Apolda am 11. April 1945
Anfang April 1945 rückte die 3. US-Armee in Thüringen ein und stand am 10. April in der Nähe von Weimar. Da erhielt Edinger den Führerbefehl, nach Apolda zu gehen und als Kampfkommandant „den Standort bis zum Äußersten zu verteidigen“. Nach einer späteren Aufzeichnung berichtete der damalige Kreiswehrführer Franke, dass Edinger mit drei weiteren Offizieren von Weimar kommend am 11. April gegen 14 Uhr in der Apoldaer Stadtverwaltung im Rathaus erschien und dort die Durchführung seines Befehls erläuterte. Daraufhin fanden im Befehlsstand des Oberbürgermeisters Julius Dietz in einem Tonnengewölbe des Rathauskellers Erörterungen zwischen Edinger und dem städtischen Führungspersonal statt, die nach diesen Berichten heftig und kontrovers geführt wurden. Dietz und seine Mitarbeiter verdeutlichten dem Kommandanten, dass angesichts der prekären Lage der Stadt (die Hauptwasserleitung war durch Bombeneinwirkung bereits zerstört) und der wenigen noch vorhandenen Militärpersonen eine Verteidigung der Stadt aussichtslos sei und einen massiven militärischen Gegenangriff der U.S. Army provoziere, der zur Zerstörung der Stadt und zum Tod vieler Zivilisten führen würde. Edinger entschied entgegen seinem Führerbefehl, eine Erklärung zu unterschreiben, dass er die Stadt nicht verteidigen wolle. Zusammen mit einem weiteren Offizier verließ er die Stadt auf einem Fahrrad, meldete sich zwei Tage später bei seiner Einheit zurück und geriet im Egerland in US-amerikanische Gefangenschaft.
Am Vormittag des 12. April fuhr OB Dietz mit Begleitern einem Aufklärer-Posten der US-Armee entgegen. Bei der Rückfahrt zusammen mit dem US-Befehlshaber Major Trowbridge erreichte der von Panzerfahrzeugen begleitete Konvoi ohne den Versuch einer Gegenwehr den Marktplatz und das Rathaus. Damit war die kampflose Übergabe der Stadt besiegelt. Das Rathaus und weitere Gebäude hatten schon zuvor weiße Fahnen gehisst.

## Nach dem Zweiten Weltkrieg
Nach seiner Entlassung aus der US-amerikanischen Kriegsgefangenschaft am 5. Juni 1945 hatte es Edinger schwer, im westlichen Nachkriegsdeutschland beruflich Fuß zu fassen. Eigentlich wollte er Lehrer werden, durfte aber keine entsprechende Ausbildung antreten mit der Begründung „wegen politischer Haltungen und Kenntnisse im Nationalsozialismus“ ungeeignet zu sein. Von 1946 bis 1950 absolvierte er ein Studium der Theologie. Er wurde Mitglied der Kasseler Freimaurerloge, deren Logenmeister er seit den 1970er Jahren bis zu seinem Tod war.
Edinger besuchte Apolda nicht wieder, weil der in den 1990er Jahren amtierende Bürgermeister Michael Müller (CDU) in einem Brief an Edinger seine Tat als „stillschweigendes Mittragen der Entscheidung unseres ehemaligen Oberbürgermeisters“ (gemeint ist Dietz) bezeichnet hatte.
Im Januar 2011 stellte die Stadtratsfraktion der SPD im Apoldaer Rat den Antrag, einer neuen Straße den Namen „Ludwig-Edinger-Straße“ zu geben. Dem Antrag wurde mit Mehrheit zugestimmt. Aufgrund eines Glückwunsches anlässlich ihres 90. Geburtstages, den Bürgermeister Rüdiger Eisenbrand samt einer Einladung an die Witwe richtete, besuchte Hedwig Edinger in Begleitung von Tochter Ulrike und Schwiegersohn die Stadt.